# Cyperus ciliatus
Cyperus ciliatus là một loài thực vật có hoa trong họ Cói. Loài này được Jungh. mô tả khoa học đầu tiên năm 1831.